# Burnettsville (Indiana)
Burnettsville es un pueblo ubicado en el condado de White en el estado estadounidense de Indiana. En el Censo de 2010 tenía una población de 346 habitantes y una densidad poblacional de 178,6 personas por km².

## Geografía
Burnettsville se encuentra ubicado en las coordenadas 40°45′40″N 86°35′41″O / 40.76111, -86.59472. Según la Oficina del Censo de los Estados Unidos, Burnettsville tiene una superficie total de 1.94 km², de la cual 1.94 km² corresponden a tierra firme y (0%) 0 km² es agua.

## Demografía
Según el censo de 2010, había 346 personas residiendo en Burnettsville. La densidad de población era de 178,6 hab./km². De los 346 habitantes, Burnettsville estaba compuesto por el 98.27% blancos, el 0.29% eran afroamericanos, el 0% eran amerindios, el 0.29% eran asiáticos, el 0% eran isleños del Pacífico, el 0% eran de otras razas y el 1.16% pertenecían a dos o más razas. Del total de la población el 0% eran hispanos o latinos de cualquier raza.